# 923
| 923                |
| ------------------ |
| Dødsfald - Fødsler |
|                    |

| Gregoriansk kalender | 923 CMXXIII             |
| Ab urbe condita      | 1676                    |
| Armensk kalender     | 372 ԹՎ ՅՀԲ              |
| Kinesiske kalender   | 3619 – 3620 壬午 – 癸未 |
| Etiopisk kalender    | 915 – 916               |
| Jødisk kalender      | 4683 – 4684             |
| Hindukalendere       |                         |
| - Vikram Samvat      | 978 – 979               |
| - Shaka Samvat       | 845 – 846               |
| - Kali Yuga          | 4024 – 4025             |
| Iransk kalender      | 301 – 302               |
| Islamisk kalender    | 310 – 311               |

Se også 923 (tal)

## Begivenheder
- Karl 3. den Enfoldiges hær besejres af frankiske oprørere og Karl fængsles.

## Dødsfald
| År | Spire Denne artikel om et år, årti, århundrede eller årtusinde er en spire som bør udbygges. Du er velkommen til at hjælpe Wikipedia ved at udvide den. |